# اندیس آنومالی کلجک
آنومالی کلجک یک اندیس فلزی است که در حوالی شهر حناء استان کرمان قرار دارد و مادهٔ معدنی موجود در آن، طلا است.سنگ میزبان این اندیس دیوریت، کوارتزدیوریت، گرانودیوریت، گرانیت است  در این اندیس، پاراژنز‌های شئلیت، باریت، گارنت، پیریت، مالاکیت، گالن یافت می‌شوند.